# Yeşilyurt, Korgan
Yeşilyurt là một xã thuộc huyện Korgan, tỉnh Ordu, Thổ Nhĩ Kỳ. Dân số thời điểm năm 2010 là 413 người.